# Трубчин
Трубчин (укр. Трубчин) — село в Мельнице-Подольской поселковой общине Чортковского района Тернопольской области Украины.
До 2020 года входило в Борщёвский район.
Код КОАТУУ — 6120881805. Население по переписи 2001 года составляло 264 человека.

## Географическое положение
Село Трубчин находится на левом берегу реки Днестр,
выше по течению на расстоянии в 3 км расположено село Дзвенигород,
ниже по течению на расстоянии в 2,5 км расположено село Беловцы,
на противоположном берегу — село Гордовцы.

## История
- Село известно с XVII века.

## Объекты социальной сферы
- Школа I ст.
- Фельдшерско-акушерский пункт.